# 1996 PW
1996 PW – planetoida z grupy obiektów transneptunowych, zaliczana do Damokloidów, obiektów cechujących się prawdopodobnie kometarnym pochodzeniem.
1996 PW okrąża Słońce w ciągu ok. 4440 lat w średniej odległości ok. 270 j.a. Została odkryta w 1996 roku. Nazwa tej planetoidy jest oznaczeniem tymczasowym, nie posiada też ona jeszcze numeru.